# Tréglamus
Tréglamus (bret. Treglañviz) – miejscowość i gmina we Francji, w regionie Bretania, w departamencie Côtes-d’Armor.
Według danych na rok 1990 gminę zamieszkiwało 795 osób, a gęstość zaludnienia wynosiła 42 osoby/km² (wśród 1269 gmin Bretanii Tréglamus plasuje się na 668. miejscu pod względem liczby ludności, natomiast pod względem powierzchni na miejscu 529.).